# شهرستان یینگشانگ
شهرستان یینگشانگ (به لاتین: Yingshang County) یک شهرستان‌های جمهوری خلق چین در چین است که در فویانگ واقع شده‌است.